# Маккинли, Чак
Чарльз Роберт (Чак) Маккинли (англ. Charles Robert 'Chuck' McKinley; 5 января 1941, Даллас — 11 августа 1986, там же) — американский теннисист, вторая ракетка мира среди любителей в 1963 году. Победитель Уимблдонского турнира 1963 года в одиночном разряде, трёхкратный победитель чемпионата США в мужских парах, обладатель Кубка Дэвиса 1963 года в составе сборной США. Член Международного зала теннисной славы с 1986 года.

## Биография
Чак Маккинли родился в Далласе и вырос в северном районе Сент-Луиса в рабочей семье. Окончил Паттонвильскую среднюю школу, где играл в баскетбол, бейсбол и настольный теннис. Его учитель физкультуры Билл Прайс, обратив внимание на успехи Чака, предложил тому попробовать свои силы и в лаун-теннисе, где Маккинли сошёлся с другим будущим знаменитым теннисистом Бучем Бухгольцем. Чак осваивал новую для себя игру в сент-луисском отделении YMCA.
Как теннисист Маккинли лучше всего выступал на травяных кортах, выработав острый атакующий стиль игры, включавший сложную кручёную подачу, мощные удары с задней линии и рискованные выходы к сетке. Одним из лучших ударов в его арсенале бы удар сверху, что позволяло ему при небольшом росте успешно бороться со «свечами», но основным отличием его игры было то, как он преследовал каждый мяч на корте к вящему удовольствию зрителей. Игровой азарт иногда выходил за рамки допустимого, и в 1960 году Маккинли был даже дисквалифицирован на три месяца за то, что швырнул ракетку на корт. Роберт Келлехер, бывший капитан сборной США в Кубке Дэвиса, однажды назвал Маккинли «самым упорным малышом с самой доброй душой».
В 1960 году Маккинли поступил в Университет Тринити в Сан-Антонио, который окончил через четыре года со степенью по математике. За годы выступлений за сборную университета он одержал 48 побед, проиграв только два матча. На чемпионатах США Маккинли выступал с 1957 года, а после дебюта на Уимблдонском турнире 1960 года он был приглашён в сборную США в Кубке Дэвиса и дошёл с ней до межзонального финала, проиграв там итальянцам. На следующий год он стал первым американцем за шесть лет, пробившимся в финал на Уимблдоне, но там вчистую проиграл Роду Лейверу со счётом 6-3, 6-1, 6-4. На чемпионате США он завоевал чемпионский титул в мужских парах, разделив его с Деннисом Ралстоном. По итогам сезона Маккинли впервые был включён в ежегодный рейтинг десяти сильнейших игроков мира, публикуемый газетой Daily Telegraph, срау попав в нём в первую пятёрку.
За следующие три года Маккинли и Ралстон ещё трижды играли в финале чемпионата США, завоевав два титула в 1963 и 1964 годах. На Уимблдонском турнире 1963 года Маккинли прошёл всю дистанцию до победы в финале, не отдав соперникам ни одного сета; это был всего лишь третий случай в истории мужского одиночного турнира на Уимблдоне, после Дона Баджа в 1938 году и Тони Траберта в 1955 году (в четвёртый раз такого успеха добился Бьорн Борг в 1976 году). В конце того же года Маккинли и Ралстон одержали победу в финале Кубка Дэвиса над его действующими обладателями — сборной Австралии — и в первый раз с 1958 года вернули этот трофей в США. По итогам сезона Маккинли занял в мировом рейтинге Daily Telegraph второе место. 1964 год выдался для Маккинли менее удачным: в полуфинале Уимблдонского турнира его остановил прошлогодний финалист Фред Столл, а в конце года они с Ралстоном уступили Кубок Дэвиса австралийцам. Тем не менее Маккинли в третий раз выиграл с Ралстоном чемпионат США, в третий раз подряд дошёл на этом турнире до полуфинала в одиночном разряде, а также стал чемпионом в одиночном разряде на чемпионате США на грунтовых кортах (во второй раз подряд) и чемпионата США в помещениях (во второй раз с 1962 года) и в четвёртый раз подряд занял в ежегодном мировом рейтинге место в первой пятёрке.
В 24 года, на пике спортивной формы, Чак Маккинли прервал игровую карьеру, присоединившись к нью-йоркской брокерской фирме. Немногочисленные выступления в 1965 и 1966 году позволили ему, тем не менее, ещё дважды окончить сезон в десятке сильнейших теннисистов США. За всю карьеру он так ни разу и не сыграл на двух из четырёх турниров Большого шлема чемпионатах Австралии и Франции. В сборной США он в последний раз появился в 1965 году, в общей сложности одержав 29 побед в 38 встречах, а в чемпионате США (с 1968 года открытом для профессионалов) играл вплоть до 1969 года.
В 1986 году имя Чака Маккинли было включено в списки Международного зала теннисной славы. Летом того же года, в возрасте 45 лет, у Маккинли был диагностирован рак головного мозга, и в августе он умер в даллаской больнице, оставив после себя вторую жену и троих детей. Посмертно его имя было внесено в списки Межвузовского теннисного зала славы и спортивного зала славы Университета Тринити. В его честь назван теннисный комплекс его родной школы в Паттонвиле.

## Финалы турниров Большого шлема за карьеру

### Одиночный разряд (1-1)
| Результат | Год  | Турнир              | Покрытие | Соперник в финале | Счёт в финале |
| --------- | ---- | ------------------- | -------- | ----------------- | ------------- |
| Поражение | 1961 | Уимблдонский турнир | Трава    | Род Лейвер        | 3-6, 1-6, 4-6 |
| Победа    | 1963 | Уимблдонский турнир | Трава    | Фред Столл        | 9-7, 6-1, 6-4 |

### Мужской парный разряд (3-1)
| Результат | Год  | Турнир            | Покрытие | Партнёр        | Соперники в Финале             | Счёт в финале             |
| --------- | ---- | ----------------- | -------- | -------------- | ------------------------------ | ------------------------- |
| Победа    | 1961 | Чемпионат США     | Трава    | Деннис Ралстон | Рафаэль Осуна Антонио Палафокс | 6-3, 6-4, 2-6, 13-11      |
| Поражение | 1962 | Чемпионат США     | Трава    | Деннис Ралстон | Рафаэль Осуна Антонио Палафокс | 4-6, 12-10, 6-1, 7-9, 3-6 |
| Победа    | 1963 | Чемпионат США (2) | Трава    | Деннис Ралстон | Рафаэль Осуна Антонио Палафокс | 9-7, 4-6, 5-7, 6-3, 11-9  |
| Победа    | 1964 | Чемпионат США (3) | Трава    | Деннис Ралстон | Майк Сангстер Грэм Стилуэлл    | 6-3, 6-2, 6-4             |

## Финалы Кубка Дэвиса за карьеру
| Результат | Год  | Место проведения    | Команда                     | Соперники в финале                            | Счёт |
| --------- | ---- | ------------------- | --------------------------- | --------------------------------------------- | ---- |
| Победа    | 1963 | Аделаида, Австралия | США Ч. Маккинли, Д. Ралстон | Австралия Дж. Ньюкомб, Н. Фрейзер, Р. Эмерсон | 3:2  |
| Поражение | 1964 | Кливленд, США       | США Ч. Маккинли, Д. Ралстон | Австралия Ф. Столл, Р. Эмерсон                | 2:3  |